# Mury obronne w Przeworsku
Przeworskie mury obronne – fragmenty średniowiecznych obwarowań miasta.
W średniowieczu Przeworsk pełnił funkcję obronne, ponieważ przez wieki był często atakowany. Budowa murów częściowo podbudowanych kamieniem rozpoczęła się w 1512 r., kilkanaście lat później król Zygmunt wydał przywilej potwierdzający obwarowania. Do miasta prowadziły 3 bramy: Łańcucka od północnego zachodu, Jarosławska od wschodu i Kańczudzka (Węgierska) od południa. W obrębie murów usytuowanych było 5 baszt.
Do poważnego zniszczenia odcinków murów doszło podczas panowania zaborcy austriackiego. W późniejszym czasie „dzieło” rozbiórki i dewastacji murów dokończyli Niemcy podczas II wojny światowej.
Obecnie oprócz murów nie zachowało się zbyt wiele fragmentów fortyfikacji. Jedyne istniejące odcinki murów są widoczne na terenie dwóch kościołów: bazyliki pw. Ducha Świętego oraz kościoła i klasztoru Bernardynów pw. św. Barbary. Ponadto fragmenty murowanej fortyfikacji znajdują się obecnie na ulicach: Kazimierzowskiej, Kilińskiego, Tkackiej, Słowackiego oraz św. Jana.
Najstarsze fragmenty murów miejskich, dość dobrze zachowane, znajdują się przy klasztorze Bernardynów. Wysokie na 3,5–5 metrów, posiadają rozglifione wnęki, w których zachowały się otwory strzelnicze z biegnącym pod nimi gzymsem na całej długości muru.
Obwarowania przy bazylice złożone z 2 odcinków odrestaurowane w latach 1958–1959 sięgają nawet 5 metrów wysokości. Na sporym fragmencie pierwszego odcinka z lat 1512 – 1527, od zabudowań klasztornych bożogrobców do starej furty, zachowały się zwieńczenia z krenelażem i otworami strzelniczymi, pod którymi biegnie gzyms stanowiący oparcie dla ganku straży. W dalszym jego biegu, aż po dzwonnicę postawioną w miejscu obronnej baszty, mury są bez krenelażu, ale za to wsparte od wewnątrz trzema szkarpami.